# Nagrota Bagwan
Nagrota Bagwan é uma cidade e uma nagar panchayat no distrito de Kangra, no estado indiano de Himachal Pradesh.

## Demografia
Segundo o censo de 2001, Nagrota Bagwan tinha uma população de 5655 habitantes. Os indivíduos do sexo masculino constituem 51% da população e os do sexo feminino 49%. Nagrota Bagwan tem uma taxa de literacia de 79%, superior à média nacional de 59,5%: a literacia no sexo masculino é de 81% e no sexo feminino é de 76%. Em Nagrota Bagwan, 11% da população está abaixo dos 6 anos de idade.